# 古異歯類
古異歯類（こいしるい、Paleoheterodonta）は、二枚貝 Autolamellibranchiata Heteroconchia の分類群である。Heteroconchia には他に異歯類が属する。
分類階級は主に二枚貝綱古異歯亜綱とされるが、分類によっては Autolamellibranchiata か Heteroconchia を亜綱とし、古異歯上目または古異歯目とすることもある。代表種サンカクガイからサンカクガイ亜綱とも訳す。

## 分類
- サンカクガイ目 Trigonioida
  - サンカクガイ上科 Trigonioidea
    - サンカクガイ科 Trigoniidae - サンカクガイ
- イシガイ目 Unionoida
  - イシガイ上科 Unionoidea
    - イシガイ科 Unionidae - イシガイ、ドブガイ、トンガリササノハガイ、マツカサガイ など
    - カワシンジュガイ科 Margaritiferidae - カワシンジュガイ など

  - エゼリアガイ上科 Etherioidea
    - エゼリアガイ科 Etheriidae
    - Hyriidae
    - Mutelidae = Iridinidae
    - Mycetopodidae

BivAToLによる。サンカクガイ科を分割する説もある。
2目からなるが、サンカクガイ目は2属を残し白亜紀末までに絶滅し、現生するのは Neotrigonia のみである。

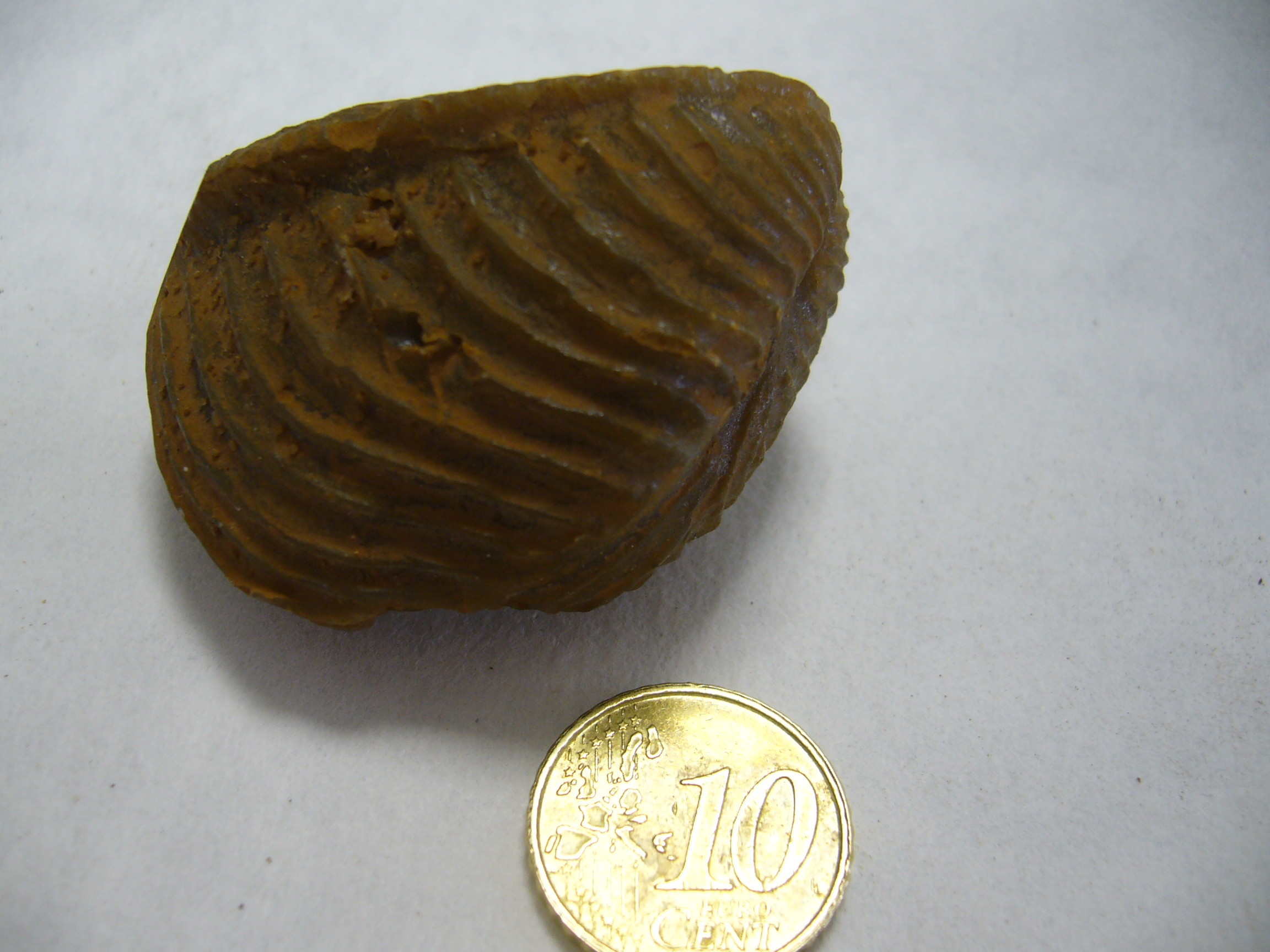
サンカクガイ目サンカクガイ科（化石）
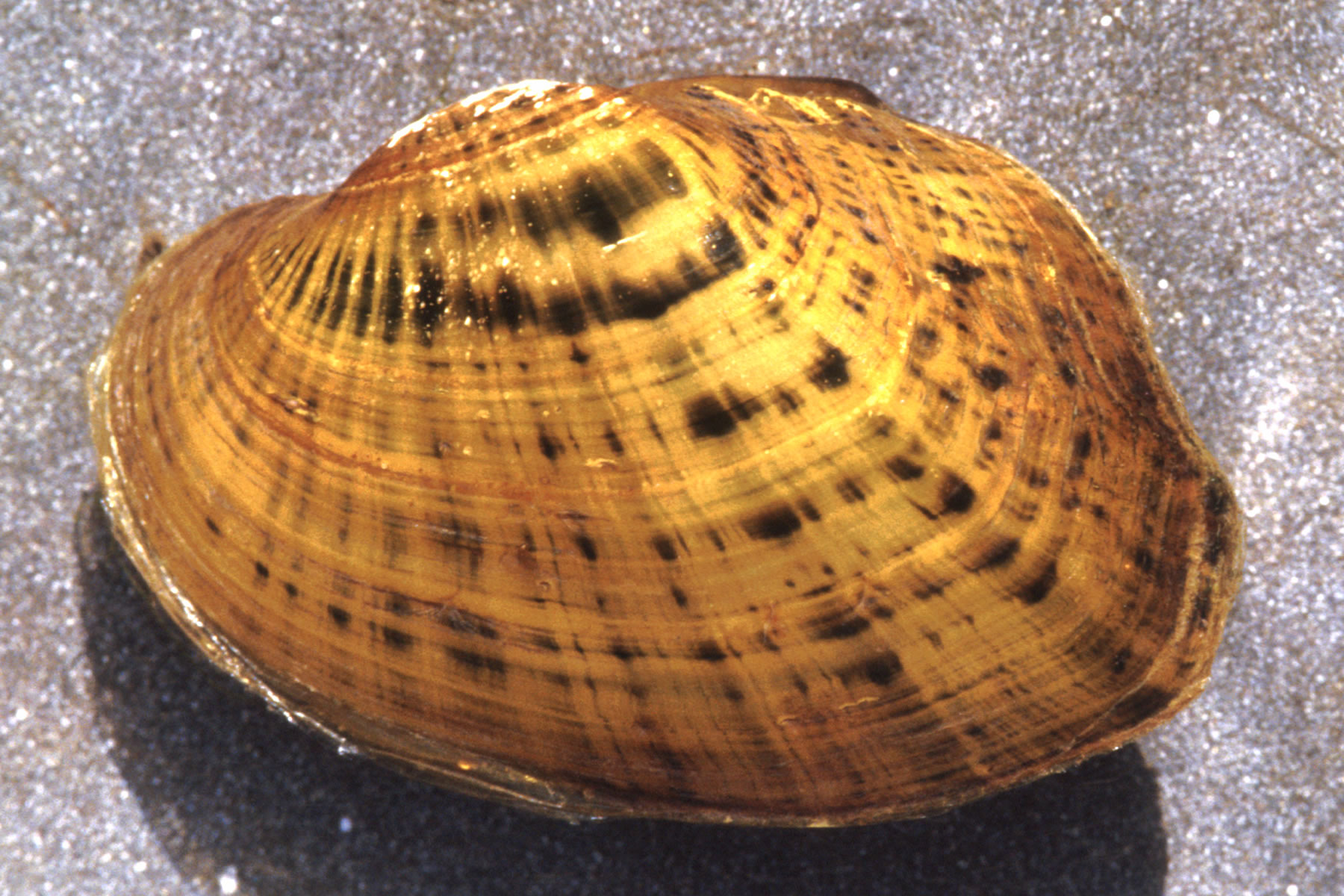
イシガイ目イシガイ科
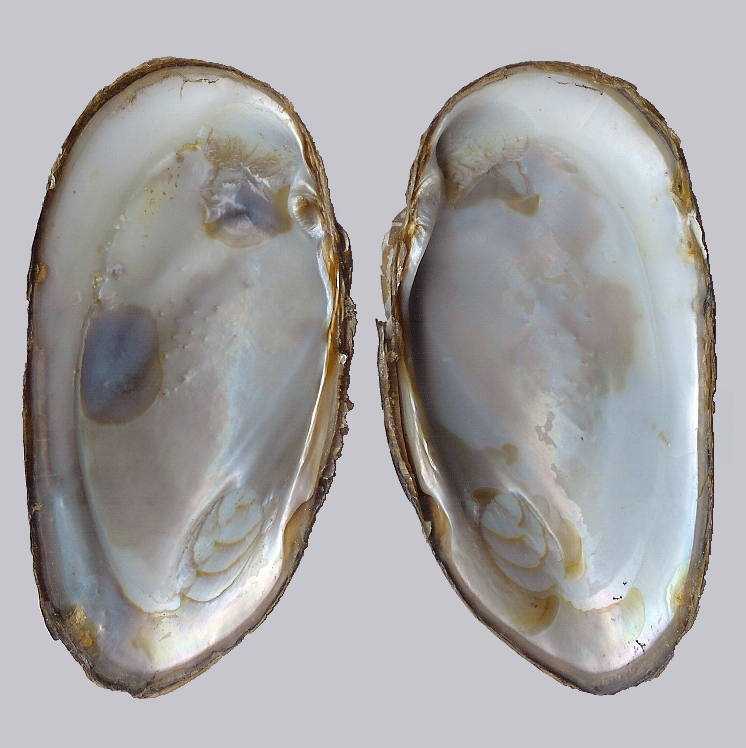
イシガイ目カワシンジュガイ科